# Mesoregione di Araçatuba
Araçatuba è una mesoregione dello Stato di San Paolo, in Brasile.

## Microregioni
Comprende 3 microregioni:
- Andradina
- Araçatuba
- Birigüi